# N-Chlorosukcynoimid
N-Chlorosukcynoimid – organiczny związek chemiczny z grupy sukcynoimidów, N-chloropochodna sukcynoimidu (imidu kwasu bursztynowego). Utleniacz i substancja chlorująca. Stosowany jako źródło chloru w reakcjach addycji elektrofilowej i reakcjach rodnikowych.